# Živorad Janković
Živorad Janković (meglio conosciuto con lo pseudonimo di Žika; Višegrad, 19 agosto 1924 – Sarajevo, 1990) è stato un architetto jugoslavo.

## Opere
- Arena Gripe
- SPC Vojvodina[4]
- Palazzo della Gioventù e dello Sport